# Hermannia tomentosa
Hermannia tomentosa är en malvaväxtart som först beskrevs av Porphir Kiril Nicolai Stepanowitsch Turczaninow, och fick sitt nu gällande namn av Schinz och Adolf Engler. Hermannia tomentosa ingår i släktet Hermannia och familjen malvaväxter. Inga underarter finns listade i Catalogue of Life.